# Bradypodion karrooicum
Bradypodion karrooicum är en ödleart som beskrevs av  Hewitt 1935. Bradypodion karrooicum ingår i släktet Bradypodion och familjen kameleonter. Inga underarter finns listade.